# Хафизи Абру
Абдуллах ибн Лутфуллах ибн Абд ар-Рашид аль-Бихдадини, более известный под псевдонимом Хафизи Абру (Хафиз-и-Абру) (перс. حافظ ابرو‎; год рождения неизв., Герат — 1430 (в некоторых источниках 1451), Зенджан) — один из важнейших персидских историков периода Тимуридов.

## Биография
Родился в городе Герат, образование получил в Хамадане.
Он был придворным историком Шахруха. Сопровождал его и Тамерлана во время их походов. Превосходно играл в шахматы.
Умер в городе Зенджан.

## Труды
Автор трудов по истории, географии Ирана и соседних стран. В 4 томах «Маджма ат-таварих» (рус. «Собрание летописей») и произведении «Маджмуэ» (рус. «Сборник») приведены ценные сведения о правителях из династии Тимуридов, истории кыпчаков, местах их расселения. Маджма ат-таварих состоит из четырёх разделов, в которых описаны: истории пророков, древние персидские мифы и историю Ирана до арабского завоевания; история Халифата к 1258 году; история Ирана в сельджукский и монгольские периоды. Четвёртая часть посвящена Байсангуру и имеет специальное название или «Зубдат ат-таварих-и Байсангури» (рус. «Сливки летописей Байсангура») и разделена на две части: жизнь под властью Тамерлана; жизнь под властью Шахруха (февраль 1427). В 1412 году Хафизи Абру завершил написание книги «Шами Зайл-и Зафарнама-йи» о последних годах жизни Тамерлана. В 1413 году написал историю правления Шахруха. В 1414 году начал по требованию Шахруха переводить и завершать старую арабскую географическую работу под названием Масалик аль-мамалик ва-сувар аль-акалим, которая, вероятно, была одной из редакций аль-Балхи. В этой незаконченной и безымянной работе он не мог подавить свои интересы как историк и включил в неё обширные исторические данные по истории Фарса, Кирмана и Хорасана.
В его работах много сведений социально-экономического характера. Сочинения Хафиза Абру были изучены В.Бартольдом и другими востоковедами. Работы Хафизи Абру показывают интересный пример манеры работы средневекового персидского историка в том, что касается использования работ других авторов и его собственных ранних книг. «Зубдат ат-таварих» был практически единственным источником «Матла ас-садайн» Абд ар-Разака ас-Самарканди и, следовательно, более поздних персидских летописцев.